# Tocro du Panama
Odontophorus dialeucos
Espèce
Statut de conservation UICN

 LC  : Préoccupation mineure
Le Tocro du Panama (Odontophorus dialeucos) est une espèce d'oiseau de la famille des Odontophoridae.
Cet oiseau peuple la serranía del Darién.
Son habitat naturel est la forêt tropicale ou subtropicale humide de montagne.
Il est menacé par la destruction de son habitat.